# Morvan Lebesque
Vous lisez un « bon article » labellisé en 2016.
Maurice Pierre Lebesque, dit Morvan Lebesque, né à Nantes le 21 janvier 1911 et mort à Rio de Janeiro le 4 juillet 1970, est un journaliste et essayiste français.
Il fréquente le mouvement breton dans les années 1920 et fait partie de plusieurs groupes politiques comme le Parti autonomiste breton puis le Parti nationaliste breton intégral avant de partir à Paris, où il exerce plusieurs métiers. Ayant gardé des contacts dans ce mouvement, il continue de le fréquenter par intermittence, et finit par travailler un temps comme secrétaire de rédaction du journal L'Heure bretonne en 1940 ainsi qu'être membre au Parti national breton.
Il retourne à Paris la même année, et participe à plusieurs revues pendant l'Occupation, dont Je suis partout. Dans le Paris occupé, il rencontre plusieurs figures de l'intelligentsia comme Jean-Paul Sartre et Simone de Beauvoir qui influenceront par la suite son œuvre.
Après la guerre, il se fait connaître comme auteur au Canard enchaîné où il signe 859 chroniques en 18 ans. Il y prend régulièrement pour cible les institutions de la Cinquième République ainsi que le général de Gaulle. À la fin des années 1960, il se rapproche de la nouvelle génération du mouvement breton, et signe en 1970 le pamphlet Comment peut-on être Breton ? qui devient un succès de librairie.

## Jeunesse bretonne

### Enfance à Nantes

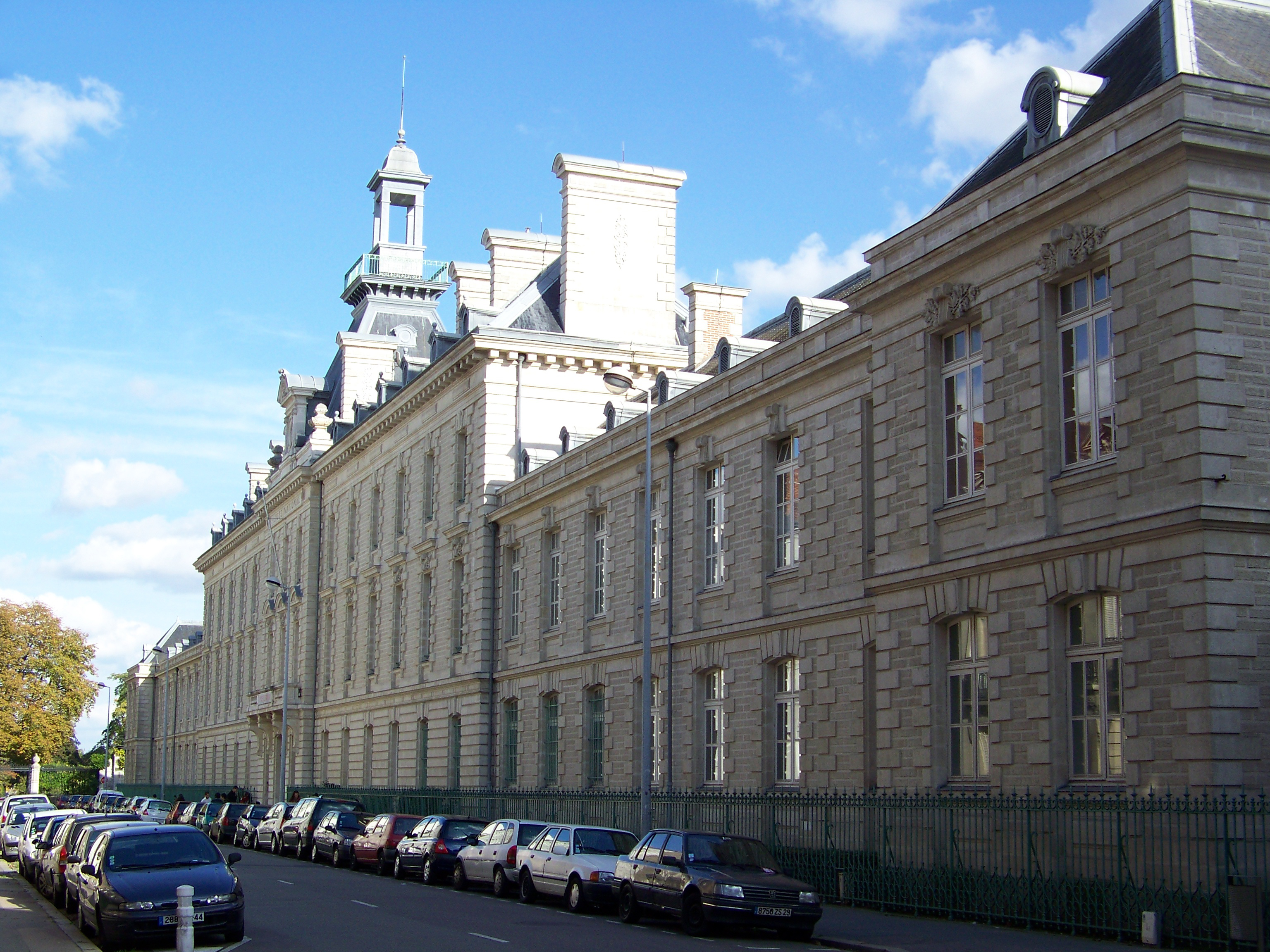
Le lycée Georges-Clemenceau de Nantes où Lebesque étudie.

Maurice Lebesque naît le 21 janvier 1911, quai Barbin (devenu quai Barbusse) à Nantes. D'origine très modeste, son père est un vendeur de rue et sa mère sort de l'orphelinat à l'âge de 16 ans sans formation. Il entre en 1919 au lycée Clemenceau de Nantes où il bénéficie d'une bourse. Bon élève, il remporte plusieurs premiers prix en espagnol et en composition française, mais ses origines modestes sont une source de vexations au cours de ses études. À l'âge de 14 ans, il commence à s'intéresser à la politique et rejoint les Jeunesses républicaines, et rejette « les curés et les militaires ».
À la même époque, dans l'ouest de Nantes, le quartier de Chantenay accueille une population brittophone pauvre venue de Basse-Bretagne et rejetée par les élites nantaises. Il ne tarde pas à s'intéresser à leur culture et, à l'âge de 15 ans, fait un tour à vélo dans la péninsule armoricaine, premier d'une série se poursuivant les années suivantes malgré des moyens financiers très limités. Selon lui, une inscription figurant au musée Dobrée de Nantes provoque un déclic en lui — « An dianav a rog ac'hanoun » (l'inconnu me dévore) — et il commence à s'intéresser à l'histoire de la Bretagne.

### Débuts en politique
En 1928, il rejoint le Parti autonomiste breton (PAB), formation créée l'année précédente et dont la section nantaise est encore embryonnaire. Dans ce cadre, il devient en 1929 secrétaire de la fédération des étudiants bretons de Nantes. Il signe la même année un premier article dans la revue du PAB, Breiz Atao, faisant la critique d'une conférence d'un militaire ayant eu lieu dans son lycée. Fin 1929, il rejoint la section de Saint-Nazaire du parti. Il s'investit davantage dans les premiers mois de 1930 en participant à la création d'une fédération départementale, en servant d'intermédiaire entre les sections de Nantes et de Saint-Nazaire ou en animant des réunions publiques dans le pays nantais.

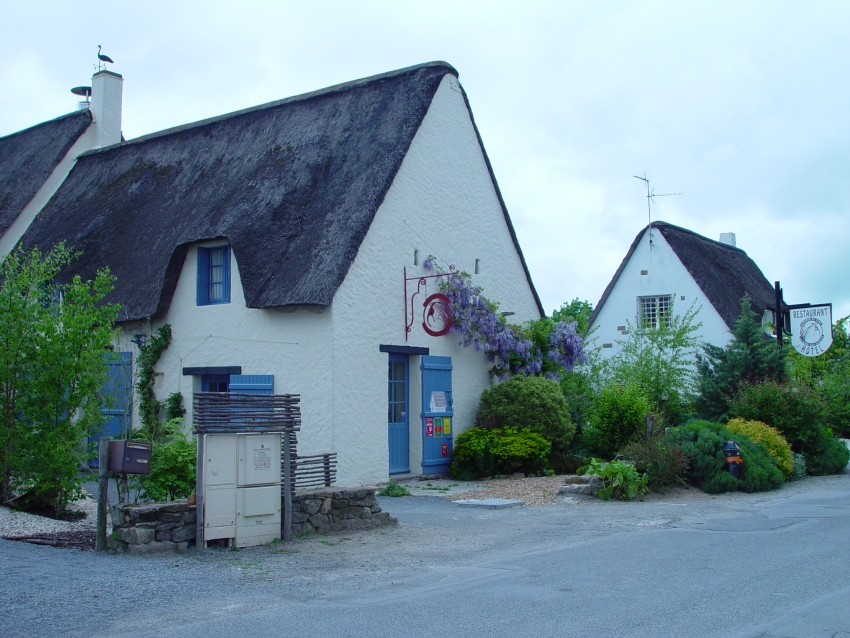
Saint-Joachim où Lebesque fait ses débuts comme instituteur.

Lors de la rentrée scolaire de 1929, après avoir décroché son baccalauréat, il est nommé comme instituteur à Saint-Joachim, commune de Brière située entre les estuaires de la Loire et de la Vilaine. Mais dès 8 mars 1930, dans un article publié dans Breiz Atao, il critique les conditions dans lesquelles il exerce son métier et prend pour cible l'école de la Troisième République. Le 15 mars, il reçoit une lettre l'informant de sa révocation de l'Éducation nationale. Il met en cause à l'époque des collègues qui auraient dénoncé ses activités politiques à l'inspecteur d'académie, mais d'autres raisons plus triviales sont évoquées par des témoins de l'époque,.
Il se rend alors à Rennes où se situent les leaders du Parti autonomiste breton. Il intègre la rédaction de Breiz Atao et y écrit des revues de presse, une chronique sur la vie culturelle bretonne ainsi que des articles généralistes. Il utilise l'Histoire de la région dans un but militant, s'exprime en faveur de l'émergence d'un théâtre national breton, tout en critiquant à l'été 1930 la politique coloniale de la France en Indochine et en citant Gandhi comme exemple. Bien qu'il doive son embauche à François Debeauvais qui représente l'aile nationaliste du parti, il est à l'époque plus proche de l'aile fédéraliste du Parti autonomiste breton. Il est pacifiste et méfiant à l'égard des grandes idéologies de l'époque.
Il est alors en contact avec un certain nombre d'artistes et d'intellectuels bretons, du mouvement des Seiz Breur au courant littéraire Gwalarn.
Il quitte Rennes et cesse ses activités au sein du PAB à la fin de l'été 1930, vraisemblablement à la suite d'un vol d'argent dans les caisses du parti. Il retourne à Nantes où il travaille de manière irrégulière comme pigiste à L'Écho de la Loire,. En mars 1931, il rejoint le Parti nationaliste breton intégral (PNBI) de Théophile Jeusset, d'idéologie antisémite et royaliste, en faisant « le serment de lutter de toutes [ses] forces pour l'établissement de la nation bretonne et de l'Etat breton social nationaliste ». Il y devient délégué général à la propagande et signe des articles dans sa revue, Breiz da zont. Il rompt avec les fédéralistes et déclare dans la revue du parti avoir fait le choix du fascisme en citant abondamment le penseur syndicaliste-révolutionnaire Georges Sorel. Dès décembre 1931, il ne participe plus aux congrès du parti et, en 1932, monte à Paris et ne communique plus avec lui.

## Premières années à Paris

### Des débuts difficiles dans les années 1930

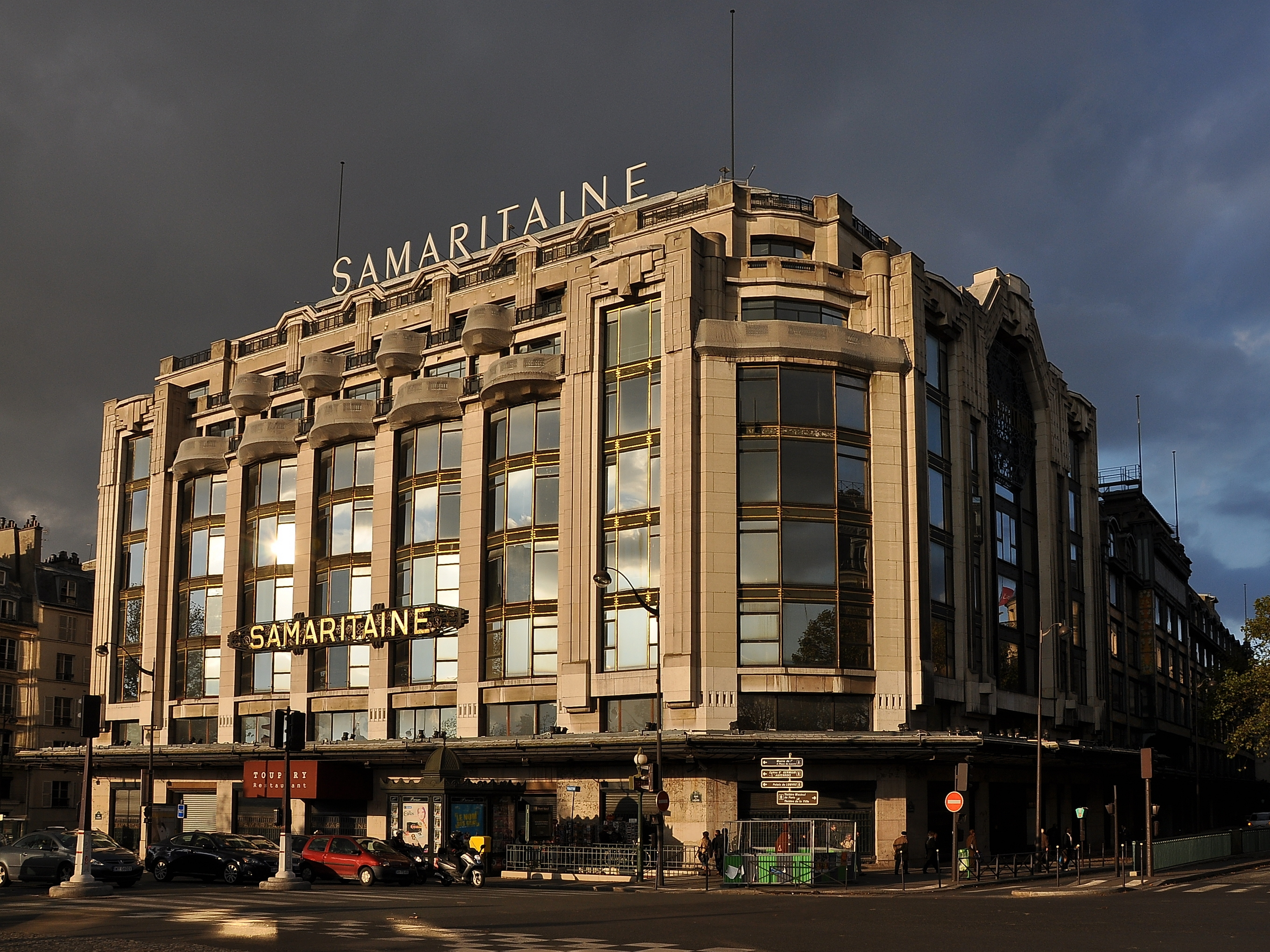
La Samaritaine où il travaille comme magasinier.

Il vit difficilement les premiers mois dans la capitale. L'hiver 1932 est particulièrement froid alors qu'il est à plusieurs reprises amené à dormir dans la rue. Il travaille un temps comme magasinier à La Samaritaine et doit vivre d'expédients les premières années. Il épouse le 18 avril 1938 Émilienne Raynaud, avec laquelle il a deux enfants. De ces années difficiles, il en tirera plus tard une pièce, « Les fiancés de la Seine ».

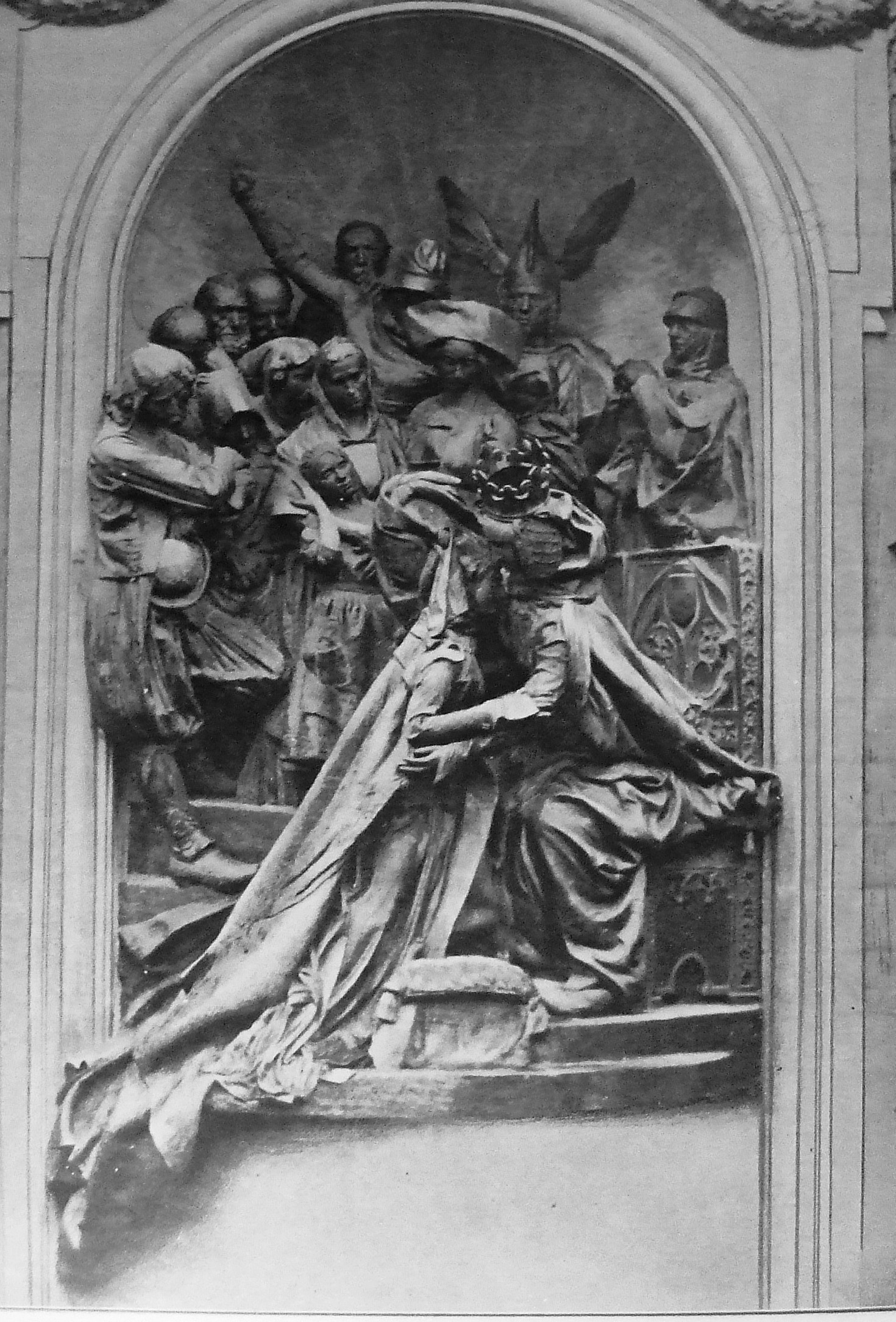
L'attentat du 7 août 1932 à Rennes lui procure une occasion de reprendre contact avec le mouvement breton.

Il commence à travailler pour des journaux qui l'envoient comme correspondant en Bretagne le temps d'un reportage. Détective l'embauche en 1936 pour un travail sur le groupe armé Gwenn ha du qui, après leur attentat du 7 août 1932 à Rennes contre la sculpture symbolisant l'union de la Bretagne à la France, a lancé en mars 1936 des bombes incendiaires visant des préfectures de la région pour commémorer le soulèvement irlandais de 1916. Il rencontre à cette occasion des cadres du mouvement breton de l'époque comme François Debeauvais, François Vallée ou Goulven Mazéas, et — grâce à son réseau de contacts — plusieurs membres clandestins de Gwenn ha du. Il anticipe déjà la radicalisation de certains activistes en écrivant : « reprenant la formule irlandaise qui a si bien réussi à de Valera et à ses amis, "English difficulties, Irish opportunities", [une minorité] profitera de tous les conflits, de toute révolution possible ».
En 1937, il écrit aussi pour Voilà des articles en lien avec la politique et la culture en Bretagne. Une série d'articles prenant pour toile de fond la mer et les îles, d'un sérieux douteux et donnant dans le pittoresque, traite des naufrageurs du pays pagan ou encore des femmes d'Ouessant. Il reste dans un style en vogue en France depuis la fin du XIXe siècle, figurant la Bretagne comme une terre exotique et véhiculant une imagerie faite de contes et de légendes.

### Intermède breton pendant l'Occupation
Appelé sous les drapeaux au début de la Seconde Guerre mondiale, il intègre à Bordeaux une école pour élèves officiers d'artillerie. De cette époque, il tire l'inspiration pour un roman, « Soldats sans espoir ». Il est démobilisé au cours de l'été 1940 et remonte à Paris où il rencontre par hasard Olier Mordrel. Ce dernier lui parle de son projet de création à Rennes d'un journal, L'Heure bretonne. Il s'imagine alors, selon un témoignage a posteriori, un journal indépendant à la fois de l'Allemagne comme de Vichy, et accepte de rejoindre le projet. Il adhère adhère au Parti National Breton et inspire la  ligne profondément anglophobe de l'Heure Bretonne.

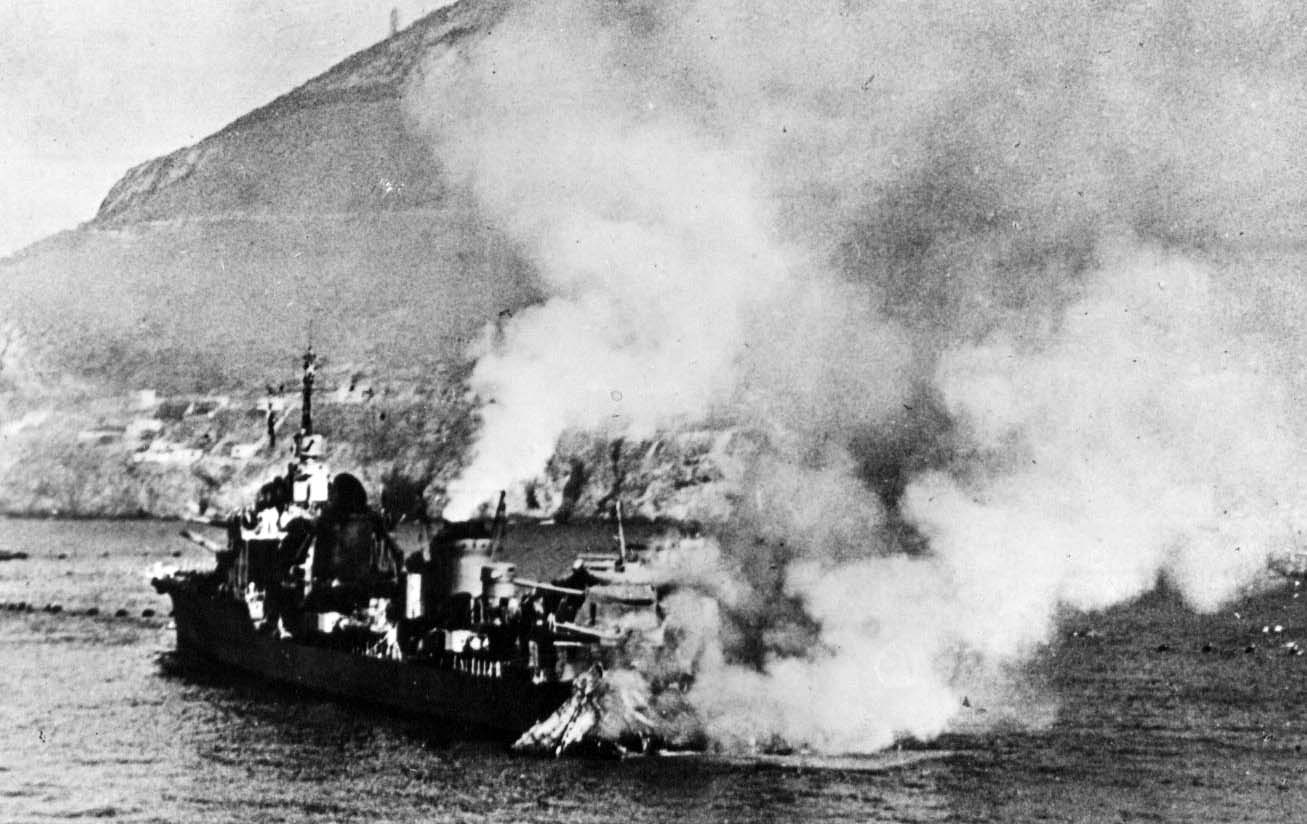
La bataille de Mers el-Kébir de juillet 1940 est prétexte à un article anglophobe dans L'Heure bretonne en septembre de la même année.

Il anime la rédaction du journal et s’attelle au travail de secrétaire de rédaction. Il signe aussi des articles sous le pseudonyme de Morvan Lescop, au nombre de quatre, dont la publication s'étale du 8 au 29 septembre 1940, les derniers ayant été publiés selon lui après son départ du journal. Le premier est publié le 8 septembre 1940 et parle de la mise en place de "L'État Français" par Vichy, où l'auteur s'est vraisemblablement rendu plus tôt. Il critique ce régime politique, en particulier Pierre Laval, non sans tomber dans un certain antisémitisme. Il annonce dans ce même article et plusieurs mois à l'avance le morcellement de la Bretagne en plusieurs régions, information qu'il dit avoir obtenue auprès d'un haut fonctionnaire. Dans le numéro du 29 septembre 1941, l'évocation des victimes bretonnes lors de la bataille de Mers el-Kébir est le prétexte à une anglophobie assez prononcée. À la fin du mois de septembre, il a déjà quitté le journal sans que des raisons de son côté ou de celui d'autres acteurs de l'époque soient avancées. Yann Fouéré parvient difficilement à le rencontrer plusieurs mois plus tard lorsqu'il cherche à créer son journal La Bretagne, Lebesque cherchant visiblement à couper les ponts avec le mouvement breton de l'époque,.

### La réussite dans le Paris de l'Occupation
Revenu à Paris, il devient le secrétaire d'Alain Laubreaux, ce qui lui ouvre les portes du milieu littéraire et journalistique de la capitale, et en premier lieu au Petit Parisien où il collabore. Lebesque y publie par épisodes une biographie de l'ancien président du Transvaal Paul Kruger qui s'inscrit dans une politique de propagande anti-britannique favorisée par Vichy. Bien que comportant certains passages critiquables, l'ouvrage ne tombe pas dans les travers de l'antisémitisme de ce genre de publication. C'est aussi dans ce journal qu'il fait la connaissance de Jules Rivet, ancien directeur du Canard enchaîné.

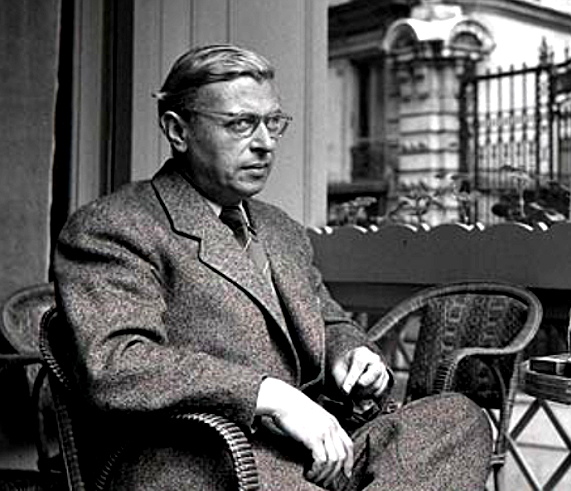
Jean-Paul Sartre, que Lebesque rencontre en juin 1944 grâce à une relation commune.

C'est aussi grâce à Laubreaux qu'il entre à Je suis partout où il rencontre des auteurs prestigieux comme les futurs académiciens Henry de Montherlant ou Michel Mohrt. Il y rédige des critiques artistiques qui ont une grande influence à l'époque, et bien qu'il se limite à des sujets non-politiques qui ne lui valent aucune poursuite à la Libération, ses écrits côtoient parfois dans la même page les textes les plus racistes que peut produire ce journal. Il y fait paraître par ailleurs une nouvelle, « Le vieux », le 21 février 1941, ainsi qu'une chronique intitulée « 150 ans de variétés » du 21 mars au 2 juin 1941. Il commence à s'écarter du journal à partir de 1943 lorsque la rédaction, après les premières défaites de l'Axe, opte pour un ton de plus en plus pro-allemand. Il publie aussi en 1942 une biographie de Jacques Cartier destinée à la jeunesse, dans lesquelles se glissent quelques références à la Bretagne, sans trace de racisme ou d'anglophobie.
Il cultive son réseau de relations, et via le futur administrateur de la Comédie-Française Jean Sarment rencontre Charles Dullin. C'est lors d'un dîner chez ce dernier que Lebesque rencontre le 5 juin 1944 Simone de Beauvoir, Jean-Paul Sartre, ainsi qu'Albert Camus qui va avoir une grande influence sur lui.

## Un auteur reconnu après-guerre

### Premiers pas dans l'édition

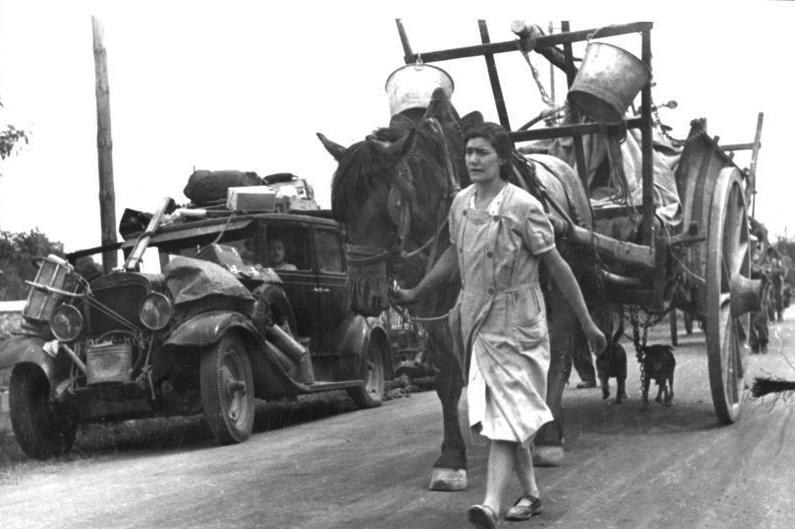
La débâcle de 1940 est un des thèmes traités dans son premier roman, Soldats sans espoir, publié en 1947.

Il est embauché comme lecteur aux éditions Robert Laffont en 1945 où il retrouve Michel Mohrt, avec lequel il partage un certain goût pour l'histoire de la Bretagne, et y fait vraisemblablement rentrer Alain Guel. Il y publie en 1947 son premier roman, Soldats sans espoir, qui remporte le prix du cercle critique. Dans ce roman écrit à la première personne, le narrateur est un antihéros qui porte le nom de Maurice et vient d'une ville rappelant Nantes ; il y évoque plusieurs épisodes comme le camp de Conlie ou encore la débâcle de 1940 sur fond de vie pendant l'Occupation. Il commence l'écriture d'un second roman, Les portes de l'Éden, mais celui-ci ne sera jamais achevé. Il quitte son poste chez Laffont en 1948 au moment de la prise d'intérêts dans l'entreprise par René Julliard.
Il retrouve une activité de journaliste en rentrant comme secrétaire de rédaction à Carrefour en 1949, où il reste jusqu'en 1960, et où il se cantonne aux domaines artistiques. Il poursuit aussi cette activité de critique à L'Express où il traite du cinéma et de la télévision. Sur ce dernier sujet, il publie en 1967 avec Lucien Barnier La télévision entre les lignes, dans lequel il entreprend un tour d'Europe des télévisions, et où il utilise le système fédéral allemand pour critiquer la télévision d'État française. Il signe aussi quelques articles pour les Cahiers du cinéma, et est régulièrement invité de l'émission Le Masque et la Plume sur France Inter.
Lebesque écrit aussi quatre pièces de théâtre dans les années 1950. Dans La découverte du nouveau monde, drame espagnol en trois actes et un prologue inspiré de Lope de Vega, est présenté le 8 février 1954 au théâtre des Mathurins à Paris, suivie de L'avant-scène en 1955. La troisième, Les fiancés de la Seine, est jouée au Théâtre Charles-de-Rochefort la même année, et remporte le concours des jeunes compagnies théâtrales. Le 8 janvier 1958, sa quatrième pièce, L'amour parmi nous est présentée au théâtre municipal de Mulhouse. Sa future compagne Huguette Forge joue dans trois de ces pièces. Il traduit par ailleurs Le songe des prisonniers de Christopher Fry à la demande de Jean-Louis Barrault. Il publie enfin Albert Camus par lui-même en 1963.

### L'une des plumes duCanard enchaîné
Morvan Lebesque définissait le Canard enchaîné par cette citation : « Le Canard enchaîné rallie tous ceux qui voulaient rire de ce qui les faisait pleurer ».
Lebesque entre au Canard enchaîné en 1952, probablement sur recommandation d'Yvan Audouard qui pourtant ne l'apprécie guère, et y gagne rapidement la confiance du rédacteur en chef Ernest Reynaud. Il y passe 18 ans et y signe un total de 859 chroniques, devenant l'un des auteurs les plus populaires du journal. Il est souvent à la marge des autres journalistes y travaillant et, peu présent, se contente souvent d'envoyer ses articles par la poste ou par coursier, n'apparaissant que pour les grandes occasions. Il s'implique pourtant dans certains projets, comme le cinéclub du Canard qui organise des voyages à Bruxelles pour voir des films interdits par la censure française.

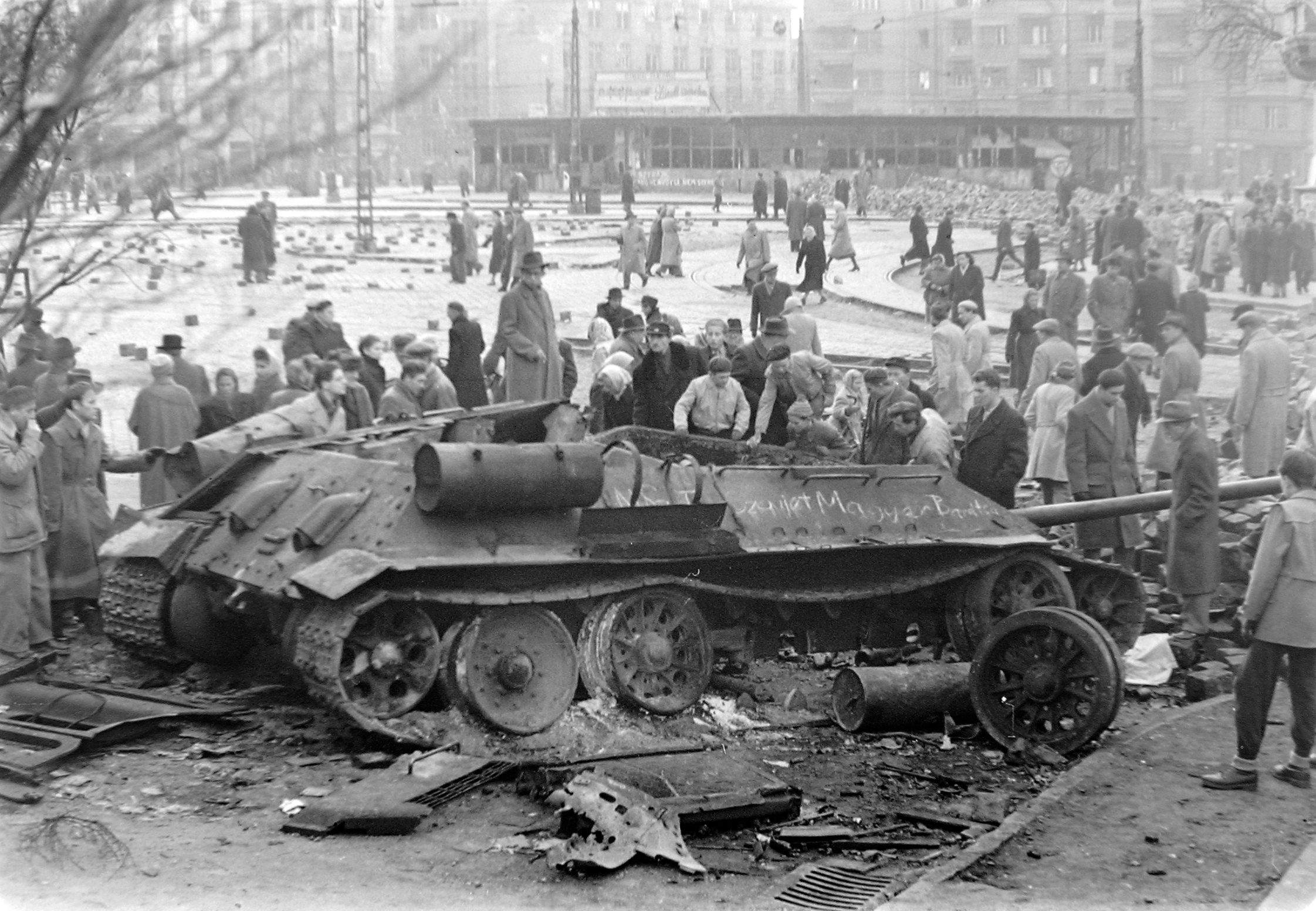
Le soutien du PCF à l'URSS lors de la répression de l'insurrection de Budapest de 1956 lui fait prendre du recul vis-à-vis de ce parti.

Dans la première partie de sa carrière au Canard, de 1952 à 1958, il s'intéresse assez peu à la politique française comme internationale, et ses chroniques se tournent vers des événements quotidiens ou les problèmes des gens modestes, ce qui n'empêche pas un certain positionnement politique. De gauche, il critique pourtant les partis parlementaires de cette tendance, des radicaux à la SFIO, sans pour autant opter pour le PCF, pourtant influent à l'époque, et est plus proche des idées de Proudhon. Plus largement hostile aux structures étatiques et aux institutions, il prend régulièrement pour cible l'armée, l'Église et l'administration. Il commence à s'opposer aux communistes, parfois de manière très virulente, après l'insurrection de Budapest de 1956. À partir de 1958, il devient un opposant à la Cinquième République et au gaullisme.
Ses idées évoluent vers le début des années 1960, et il s'oriente vers une nouvelle gauche plus constructive. Il devient de plus en plus hostile à l'État français, qu'il perçoit comme un Léviathan liberticide, et meilleur allié du capitalisme. Dans cette optique, il prend pour cible les élites, et exprime sa défiance envers la démocratie représentative et le parlementarisme. Il écrit de nombreuses fois au sujet de la guerre d'Algérie (12 articles en 1956, une trentaine entre 1960 et 1962), niant la mission civilisatrice de la France dans ce pays, et critiquant tant les attentats du FLN que le recours à la torture côté français. En 1961, il revient aussi sur son passé raciste lors de son passage au PNBI, et qualifie cette idéologie de « défaillance de l'esprit ». Il prolonge ce sujet en 1967 se rendant dans les États ségrégationnistes aux États-Unis d'où il tire plusieurs chroniques, puis en 1970 en publiant un reportage sur les foyers de travailleurs immigrés de région parisienne. Jusqu'en 1966, il reste par ailleurs discret sur la question bretonne, mais évoque de temps en temps la région en évoquant ses expériences de jeunesse.

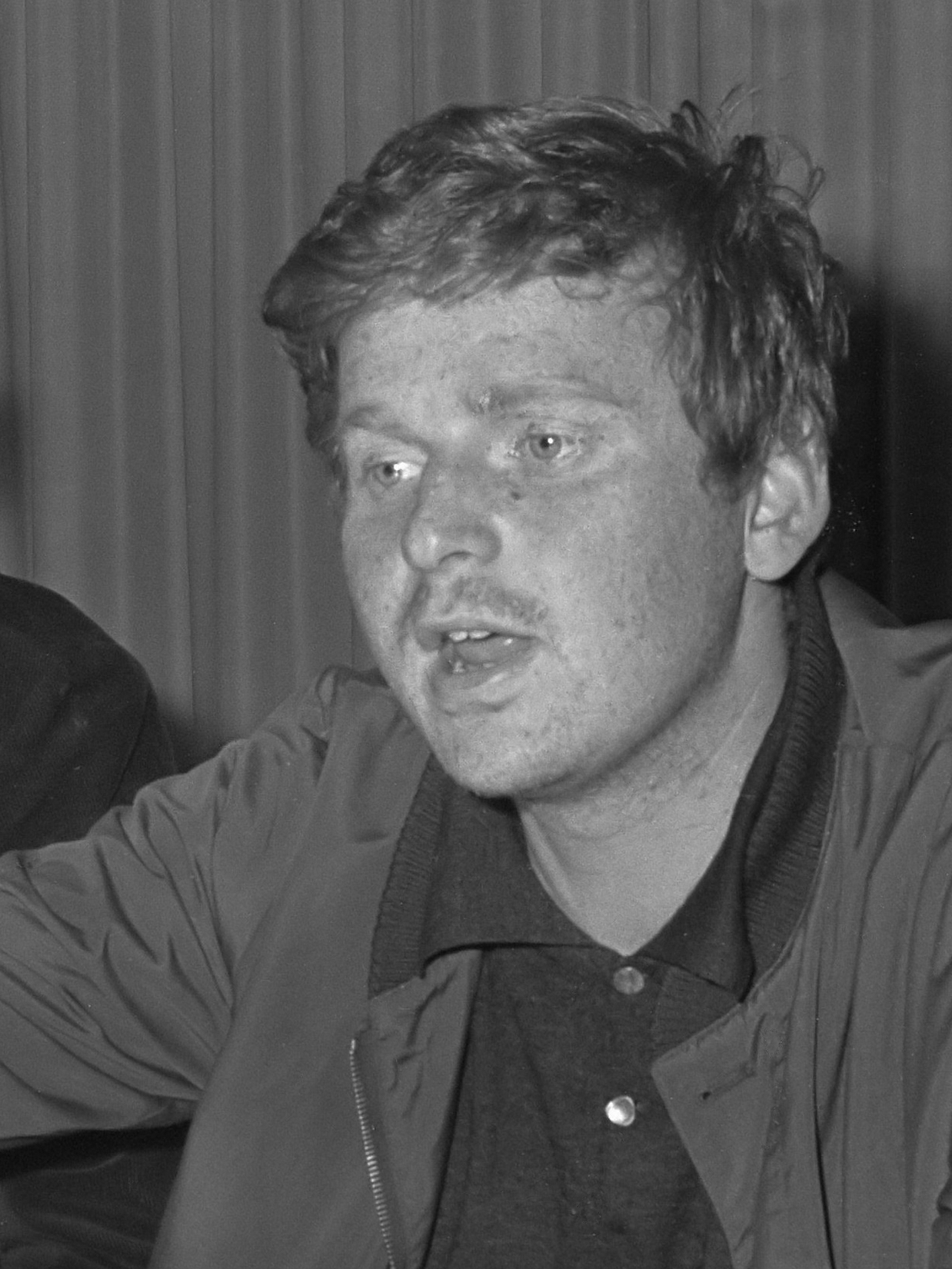
Lebesque prend la défense de Daniel Cohn-Bendit (photo) dans Le Canard enchaîné lorsque celui-ci est attaqué dans L'Humanité.

Lebesque accueille Mai 68 avec beaucoup d'espoirs, et participe à de nombreux meetings pendant les événements. Il y voit une possibilité de bousculer le pouvoir gaulliste, et une opportunité pour le mouvement breton, mais ne place pas d'espoir dans la gauche française, en raison selon lui de son trop grand étatisme. Il soutient par ailleurs Daniel Cohn-Bendit contre le journal L'Humanité.

### Retour vers le mouvement breton
Il reprend peu à peu contact avec le mouvement breton dans la seconde moitié des années 1960, essentiellement via des rencontres en région parisienne. Meavenn qu'il connait depuis la fin des années 1920, et qui est depuis devenu une figure de l'intelligentsia parisienne, l'invite à contribuer à la revue Ar Vro qu'elle vient de reprendre avec Xavier Grall et Gwenc'hlan Le Scouëzec. Celle-ci invite régulièrement à des diners Lebesque et des Bretons de la capitale, et c'est dans ce cadre qu'il rencontre le jeune avocat Yann Choucq, régulier défenseur de militants bretons devant les tribunaux. Lebesque signe finalement sous pseudonyme deux articles pour Ar Vro en juillet et en décembre 1966, et signale à l'occasion avoir commencé à travailler sur le livre Comment peut-on être breton ?, en traitant dans ces articles plusieurs thèmes qu'il reprend et développe plus tard dans ce livre. En janvier 1968, il accorde une interview au Bretagne magazine de Jean Bothorel, à l'occasion de laquelle il fait clairement état de ses convictions bretonnes en les ancrant à gauche, ce qui lui ouvre plus tard quelques portes en Bretagne.
Le contact avec la jeune génération du mouvement breton se fait par le biais de Ronan Leprohon (br), un des fondateurs de l'Union démocratique bretonne. Déjà en contact avec la rédaction du Canard enchaîné, Leprohon le rencontre par l'intermédiaire de Christiane Rochefort et l'informe du développement d'un courant de gauche dans le mouvement breton. Si Lebesque ne s'encarte pas à l'UDB, il accepte d'offrir tous les mois une tribune à son organe de presse, Le Peuple breton. Bien que cela engendre des tensions avec la rédaction du Canard enchaîné, il signe 14 textes de février 1968 à avril 1969 dans lesquels il prend pour cible la folklorisation de la Bretagne ainsi que le tourisme, ou encore l'apolitisme du MOB. Fañch Kerfraval décrit ses contributions comme des « chroniques proches de celles du Canard enchaîné : même forme, même longueur et même souffle. Seul l'approche change. S'éloignant des problèmes « de » société, il va saisir ceux « d'une » société, la société bretonne, et par cette voie, rejoindre quand même la dimension de l'universel ».
Lebesque aide financièrement le journal satirique La Nation bretonne lancé par « les 3g », Glenmor, Grall et Guel, qu'il connaît depuis les années 1960 pour les avoir fréquentés dans le restaurant Ty Jos, un bar breton de la capitale. Le mensuel est lancé le 1er janvier 1970 et Lebesque y signe un article dans le numéro d'avril de la même année. Il envisage alors fournir tous les mois un nouvel article comme il le fait pour Le Peuple breton.
En 1970, il publie Comment peut-on être Breton ? qui devient rapidement un succès d'édition et dont l'audience sort des cercles militants bretons. Il développe sa vision dans un argumentaire structuré autour de trois axes : tout d'abord l'Emsav s'inscrit dans une longue tradition de luttes, même s'il convient d'en critiquer les aspects les plus discutables, ensuite une argumentation fondée sur une vision assez partiale de l'Histoire, et ayant pour la culture une grande exigence, enfin une réconciliation de l'idée de Bretagne avec la gauche.

## Mort et postérité

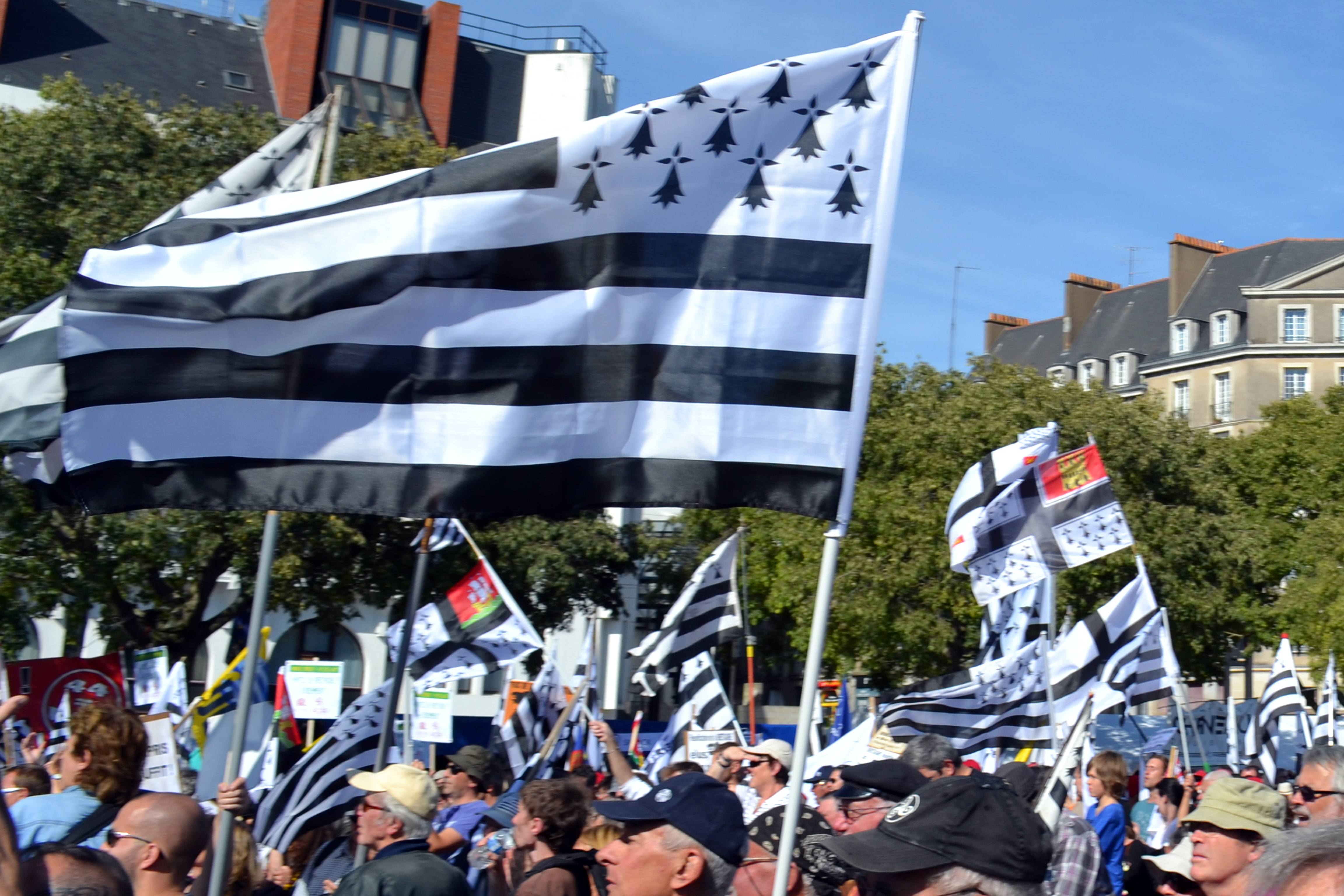
Un Gwenn ha Du recouvre son cercueil lors de son enterrement.

Il meurt le 4 juillet 1970 d'une crise cardiaque à Rio de Janeiro au Brésil, au cours d'une tournée de conférences sur la culture bretonne. Son corps est rapatrié en France, et l'enterrement a lieu dans le cimetière Miséricorde de Nantes où son cercueil est recouvert d'un Gwenn ha Du. Aux côtés de la famille, se rassemblent des amis du Canard enchaîné ainsi que des intellectuels parisiens, et des personnes issues du mouvement breton.

### Hommage
En 1976, le groupe Tri Yann, dans l'album La Découverte ou l'Ignorance, met en musique un texte qui est issu du livre Comment peut-on être Breton ? Une « ballade » de Pierre-Jakez Hélias lui est aussi dédiée, tout comme un album de Glenmor.
De nombreux toponymes portent aussi son nom : des rues à Mézidon Vallée d'Auge, Douarnenez, Ergué-Gabéric, Lorient, Brest, Paimpol, Bouguenais, Trébeurden, Saint-Brice-Courcelles, Saint-Brieuc, Plédran, Renneset Nantes, des places à Saint-Nolff et Pacé ainsi qu'un collège à Mordelles.

### Critiques
Sa participation pendant l'Occupation à L'Heure bretonne et à Je suis partout remet en cause en 2003 l'utilisation de son nom pour l'Agence culturelle bretonne Morvan-Lebesque de Loire-Atlantique, basée à Nantes. Jean-Louis Jossic, alors adjoint au maire de Nantes — et par ailleurs membre fondateur de Tri Yann — dira : « J’étais à l’origine du nom mais quand on a eu des doutes, on a décidé de ne pas l’utiliser. On dit juste agence culturelle bretonne. ». La même année, le prête-nom Théodore Botrytis de La Lettre à Lulu, disant se baser sur des propos de l'historien Jean Guiffan, lui reproche d'avoir travaillé pour l'hebdomadaire Carrefour, « très marqué par l'OAS », alors que Lebesque avait quitté ce journal en 1960 et que l'OAS ne fut créée qu'en 1961.
La municipalité de Quimper envisage en 2005 de donner son nom à une rue de la ville, mais renonce à ce projet à la suite de l'opposition d'un conseiller municipal PCF.

## Publications
- Un héros de la liberté, Krüger le lion, P., Sorlot, 1941.
- Jacques Cartier, découvreur de la Nouvelle France ; P., éd. Denoël, 1942 (dessins de Dominique), coll. La Fleur de France - 4, Les Grands navigateurs.
- Soldats sans espoir ; P., Laffont, 1947.
- La Loi et le Système ; P., Le Seuil, coll. L'Histoire immédiate.
- Premières chroniques du Canard ; P., Pauvert, 1960.
- Albert Camus par lui-même ; P., Le Seuil, coll. Écrivains de toujours, 1963.
- La Télévision entre les lignes, avec l'autoportrait d'un producteur Jean-Christophe Averty (en coll.avec Lucien Barnier), P., Casterman, 1967.
- Chroniques du Canard ; P., Laffont, coll. Libertés, 1968.
- Chroniques du Canard Enchainé (inédites) ; "à l'enseigne de l'arbre verdoyant" 1983 - avec préface de Roger Fressoz.
- Comment peut-on être Breton ? Essai sur la démocratie française ; Le Seuil, coll. L'Histoire immédiate, 1970. Réédition au Seuil, 1983, avec une préface de Gwenc’hlan Le Scouëzec.
- Morvan Lebesque (préf. Fanch Kerfraval), Chroniques bretonnes, Taulé, Éditions Bretagne, 1983, 67 p., 15 × 21 cm (ISBN 978-2-903446-10-9) : recueil de 2 entretiens et de 14 chroniques parues dans Le Peuple breton ; comprend aussi une chronique parue dans La Nation bretonne.
- Morvan Lebesque (préf. Gael Briand), Chroniques bretonnes : parues dans Le Peuple breton [1968-1969], Saint-Brieuc, Presses populaires de Bretagne, octobre 2016, 90 p., 11 × 18 cm (ISBN 978-2-9502619-2-2, présentation en ligne)

## Théâtre
- 1954 : La découverte du nouveau monde, drame espagnol en trois actes et un prologue inspiré de Lope de Vega, Théâtre des Mathurins
- 1955 : L'avant-scène
- 1955 : Les Fiancés de la Seine, mise en scène René Lafforgue, Théâtre Charles de Rochefort, Théâtre Hébertot
- 1958 : L'amour parmi nous, Théâtre municipal de Mulhouse